# 埃玛·艾歇尔
埃玛·艾歇尔（德語：Emma Aicher，2003年11月13日—），德国女子高山滑雪运动员。她曾代表德国参加2022年冬季奥林匹克运动会高山滑雪比赛，获得混合团体银牌、女子大回转第21名和女子回转第18名。